# François Coudray
Pour les articles homonymes, voir Coudray.
François Coudray, né vers 1678 à Villecerf, dans la province de Champagne (aujourd'hui commune de Messon dans l'Aube) et mort le 29 avril 1727 à Dresde, duché de Saxe (aujourd'hui dans le land de Saxe en Allemagne), est un sculpteur français ayant œuvré principalement à Dresde.

## Biographie
Élève de Coysevox, François Coudray est reçu à l'Académie royale de peinture et de sculpture en 1712 avec son marbre de Saint Sébastien. Il est appelé à Dresde par le duc Frédéric-Auguste de Saxe (1670-1733), devenu roi de Pologne en 1697 sous le nom d'Auguste II, qui fait alors venir de nombreux artistes de toute l'Europe. François Coudray y arrive en 1715, peu après la mort à Versailles de Louis XIV et est alors nommé premier sculpteur du roi. On lui doit de nombreuses sculptures, dont celles du parc royal, et un buste de Frédéric-Auguste. Nombreuses de ses œuvres seront détruites en 1760 pendant le siège de la ville par les Prussiens lors de la guerre de Sept Ans.
On lui doit la conception du monument équestre surnommé le Cavalier doré (de) (Goldener Reiter) qu'il n'aura pas le temps de terminer et qui sera achevé par Jean-Joseph Vinache, appelé à Dresde en 1728 quelques mois après sa mort. 
Il est le père du sculpteur Pierre Coudray (1713-1770), qui travailla à Dresde où il fut professeur à l'Académie, mais également en Angleterre et en Italie.